# Kiwikiu
El kiwikiu (Pseudonestor xanthophrys) és un moixó de la família dels fringíl·lids (Fringillidae) endèmic de l'Illa de Maui, a les Hawaii. És l'única espècie del gènere Pseudonestor Rothschild 1893.

## Descripció
- És un dels majors fringíl·lids nadius de les Hawaii, amb una llargària d'uns 14 cm i un pes de 20 - 25 grams.[2]
- Color groc al pit, galtes ventre. Color verd oliva a les ales, capell, cua i dors. Línia superciliar groc brillant.
- La mandíbula superior del bec, de color gris fosc, té forma de ganxo i l'inferior és més clara.
- Els mascles són majors que les femelles.

## Hàbitat i distribució
Nadiu del bosc humit de les muntanyes de l'illa de Maui, a les Hawaii. Actualment als vessants del Haleakala.

## Estatus i conservació
Avui es considera en perill crític d'extinció, debut a la pèrdua del seu hàbitat natural transformat per a l'aprofitament per l'agricultura, la ramaderia i la silvicultura, a més de la introducció de mosquits transmissors de la malària aviar, rates que preden sobre els ous i els joves, i grans herbívors que destrueixen la vegetació.
Segons un recompte realitzat en 2009 en la Reserva Waikamoi s'estima que hi ha prop de 20 ocells per quilòmetre quadrat a les zones favorables, i que la població es manté estable o augmenta lleugerament gràcies a les mesures proteccionistes emprades els darrers anys.